# Sylwester Patejuk
Sylwester Patejuk (ur. 30 listopada 1982 w Warszawie) – polski piłkarz, który występował na pozycji pomocnika, w Hutniku Warszawa, Perle Złotokłos, Koronie Góra Kalwaria, Nidzie Pińczów, Podbeskidziu Bielsko-Biała, Śląsku Wrocław, Zawiszy Bydgoszcz, Wiśle Puławy i KS Raszyn. Zdobywca Superpucharu Polski w 2012.

## Kariera
Karierę piłkarską rozpoczął pod koniec lat 90. XX wieku w zespołach juniorskich Hutnika Warszawa. W latach 2002–2004 występował w I i II drużynie tego klubu, przez pół sezonu występując na boiskach trzeciego poziomu ligowego. Występował wówczas na pozycji pomocnika.
Dalsze sezony spędził w niższych klasach rozgrywkowych. W latach 2004–2006 był graczem amatorskiej Perły Złotokłos (klasa A), gdzie występy na boisku łączył z pracą elektryka. Od tego czasu zachowywał numer 13 na koszulce meczowej (do czasu gry w Śląsku Wrocław). Kolejnym klubem Patejuka była Korona Góra Kalwaria (2007–2008).
Przed rundą wiosenną sezonu 2008/2009 trafił do zespołu beniaminka II ligi – Nidy Pińczów, gdzie wystąpił we wszystkich meczach tej rundy. W lipcu 2009 podpisał kontrakt z pierwszoligowym Podbeskidziem Bielsko-Biała, gdzie w pierwszym sezonie został najlepszym strzelcem zespołu (10 bramek). W 2011 wywalczył z tą drużyną awans do Ekstraklasy; zdobył bramkę w pierwszym zwycięskim meczu Górali na najwyższym poziomie rozgrywkowym przeciwko Legii Warszawa.
Umowa Patejuka z Podbeskidziem wygasła w czerwcu 2012. Nowym klubem piłkarza został Śląsk Wrocław. W barwach wrocławskiej drużyny zadebiutował 17 lipca 2012 roku w spotkaniu eliminacji Ligi Mistrzów przeciwko Budućnosti Podgorica, zmieniając w 71 minucie Mateusza Cetnarskiego. 12 sierpnia 2012 wraz ze Śląskiem wywalczył Superpuchar Polski. Po odejściu ze Śląska występował w Podbeskidziu Bielsko-Biała, Zawiszy Bydgoszcz, Wiśle Puławy i KS Raszyn, w którym to zakończył karierę rundzie jesiennej sezonu 2021/2022.

## Statystyki
| Sezon   | Klub                       | Liga        | Mecze/gole |
| ------- | -------------------------- | ----------- | ---------- |
| 2009    | Nida Pińczów               | II liga     | 15/6       |
| 2009/10 | Podbeskidzie Bielsko Biała | I liga      | 20/5       |
| 2010/11 | Podbeskidzie Bielsko Biała | I liga      | 25/7       |
| 2011/12 | Podbeskidzie Bielsko Biała | Ekstraklasa | 29/7       |
| 2012/13 | Śląsk Wrocław              | Ekstraklasa | 27/3       |
| 2013/14 | Śląsk Wrocław              | Ekstraklasa | 23/2       |
| 2014/15 | Podbeskidzie Bielsko Biała | Ekstraklasa | 18/1       |
| 2015/16 | Zawisza Bydgoszcz          | I liga      | 19/4       |
| 2016/17 | Wisła Puławy               | I liga      | 7/5        |